# Conclave de 1455
El conclave de 1455 (4 al 8 d'abril) va elegir Alfons Borja com a Papa Calixt III després de la mort del Papa Nicolau V. Va ser el primer conclave que es va fer al Palau Vaticà, el lloc de tots els conclaves papals amb l'excepció de cinc, des d'aquell moment. També va ser el primer conclave a presentar vots accèssits, a imitació d'una pràctica del Senat romà, on un cardenal podria canviar el seu vot després de l'escrutini inicial.
La primera derrota del cardenal grec Bessarió, un potencial candidat que estava entre les faccions de Colonna i Orsini, va ser una mostra significativa de l'antipatia que hi havia vers certes característiques de l'església oriental, com els sacerdots barbuts, segles després del Gran Cisma d'Orient. Tot i que el Dret canònic occidental havia prohibit les barbes dels sacerdots des del segle xi, aquesta norma es continuaria debatent fins ben entrat el segle xvi.

## Elecció

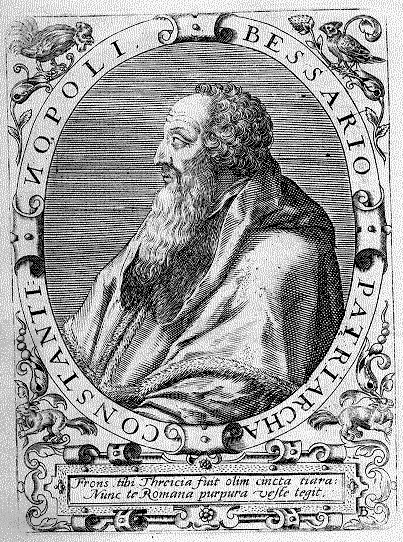
El barbut Bessarió

Les dues faccions principals dels cardenals es van dividir entre els seguidors de Prospero Colonna i els de Latino Orsini. Entre els papables hi havia Barbo, Trevisan, Capranica, Orsini i Bessarion. Els vots van estar dividits en els primers tres escrutinis, però Orsini i els cardenals francesos es van enfrontar a Capranica perquè estava a prop de Colonna.

El 6 d'abril, diumenge de Pasqua, les faccions van començar a considerar candidats neutres. En aquest debat, Bessarió va rebre vuit vots, abans que la seva candidatura es desinflés per un discurs d'Alain de Coëtivy -registrat per testimonis oculars-, que va emfatitzar l'antiga pertinença de Bessarion a l'Església ortodoxa oriental i se'l va acusar de conservar elements grecs, com tenir una gran barba. El cardenal francès va comentar:
| « | Hem de seleccionar el Papa, per al cap de l'Església llatina, un grec, un infiltrat Bessarion encara porta la seva barba i, per descomptat, és el nostre Senyor! Quina pobresa, doncs, si ha de ser cap de la nostra Església llatina, si no podem trobar cap home digne, i això ens farà recórrer a un grec, i també a un altre que va atacar ahir la fe romana. I perquè ha tornat, serà el nostre amo i el líder de l'exèrcit cristià? Heus aquí, tal és la pobresa de l'Església llatina que no pot trobar un sobirà apostòlic sense recórrer a un grec! Oh, pares! Feu el que cregueu convenient; però per a mi i els que pensen com jo, mai no acceptarem cap cap grec de l'Església". | » |

Bessarion va dir que no es volia defensar, perquè no tenia cap interès en ser elegit; ja que la seva reputació per la reforma i la seva austeritat l'haurien fet impopular davant de molts dels cardenals del Renaixement. No obstant això, l'estudiós seria un fot candidat en el següent conclave de 1464.
Se sap que els primers escrutinis del dilluns següent van ser caòtics. Per exemple, Antonio de Montefalcone, que no era cardenal, va rebre almenys un vot. De Coëtivy i Trevisan van donar suport a Borja, que va guanyar impuls fins a triomfar el dimarts següent. La majoria de dos terços necessaris era probablement composta pels cardenals francesos, espanyols i venecians: Trevisan, de Coëtivy, Barbo, Orsini, d'Estaing, de Carvajal, de La Cerda, Rolin i Torquemada; el vot d'Isidoro o de Calandrini, o ambdós, probablement també feien falta, ja que Borja probablement no va votar per si mateix; i gairebé segur que no va rebre els vots de Colonna, Capranica o Bessarion.

## Electors
| Elector                            | Nacionalitat              | Orde              | Títol                                                 | Elevat           | Elevador                          | Notes                                                                                      |
| ---------------------------------- | ------------------------- | ----------------- | ----------------------------------------------------- | ---------------- | --------------------------------- | ------------------------------------------------------------------------------------------ |
| Giorgio Fieschi                    | República de Gènova       | Cardenal-bisbe    | Bisbe de Palestrina                                   | 18 desembre 1439 | Eugeni IV                         | Degà del Col·legi Cardenalici; Bisbat d'Albenga-Imperia                                    |
| Isidor de Kiev                     | Imperi Romà d'Orient      | Cardenal-bisbe    | Bisbe de Sabina                                       | 18 desembre 1439 | Eugeni IV                         | Arquebisbe de Ruthenia                                                                     |
| Basilios Bessarion                 | Imperi de Trebisonda      | Cardenal-bisbe    | Bisbe de Frascati                                     | 18 desembre 1439 | Eugeni IV                         | Patriarca Llatí de Jerusalem; administrador de Mazara del Vallo; legat a Bolonya           |
| Alfons de Borja                    | Corona d'Aragó            | Cardenal-sacerdot | Títol de Ss. IV Coronati, bisbe de València           | 2 maig 1444      | Eugeni IV                         | Papa elegit Cal·lixt III                                                                   |
| Juan de Torquemada, O.P.           | Corona de Castella i Lleó | Cardenal-sacerdot | Títol de S. Maria en Trastevere                       | 18 desembre 1439 | Eugeni IV                         |                                                                                            |
| Ludovico Trevisan                  | República de Venècia      | Cardinal-sacerdot | Títol de S. Lorenzo en Damaso, patriarca de Aquileia  | 1 juliol 1440    | Eugeni IV                         | Camerlenc                                                                                  |
| Pietro Barbo                       | República de Venècia      | Cardenal-sacerdot | Títol de S. Marco                                     | 1 juliol 1440    | Eugeni IV                         | Futur papa Pau II; cardenal-nebot; bisbe de Venècia; arxiprest de la Basílica de Sant Pere |
| Juan Carvajal                      | Corona de Castella i Lleó | Cardenal-sacerdot | Títol de S. Angelo en Pescheria, bisbe de Plasencia   | 16 desembre 1446 | Eugeni IV                         |                                                                                            |
| Antoni Cerdà i Lloscos, O.SS.T.    | Corona d'Aragó            | Cardenal-sacerdot | Títol de S. Crisogono, bisbe de Lleida                | 16 febrer 1448   | Nicolau V                         |                                                                                            |
| Latino Orsini                      | Estats Pontificis         | Cardenal-sacerdot | Títol de Ss. Joan i Pau                               | 20 desembre 1448 | Nicolau V                         | Administrador de l'Arquebisbat de Bari-Bitonto                                             |
| Alain de Coëtivy                   | Regne de França           | Cardenal-sacerdot | Títol de S. Prassede, bisbe d'Avinyó                  | 20 desembre 1448 | Nicolau V                         | Administrador del Bisbat de Nimes                                                          |
| Filippo Calandrini                 | República de Gènova       | Cardenal-sacerdot | Títol de S. Susanna, bisbe de Bolonya                 | 20 desembre 1448 | Nicolau V                         | Cardenal-nebot; camerlenc                                                                  |
| Guillaume-Hugues d'Estaing, O.S.B. | Regne de França           | Cardenal-sacerdot | Títol de S. Sabina                                    | 19 desembre 1449 | Nicolau V                         | Bisbe de Fréjus                                                                            |
| Domenico Capranica                 | Estats Pontificis         | Cardenal-sacerdot | Títol de S. Creu de Jerusalem, administrador de Fermo | 23 juliol 1423   | Martí V (confirmat per Eugeni IV) | Protoprevere; arxiprest de Sant Joan del Laterà; Penitenciari major                        |
| Prospero Colonna                   | Estats Pontificis         | Cardenal-diaca    | Diaca de S. Giorgio en Velabro                        | 24 maig 1426     | Martí V                           | Protodiaca                                                                                 |

### Absents
| Elector                               | Nacionalitat            | Orde              | Títol                                              | Elevat           | Elevador            | Notes                                                                                                  |
| ------------------------------------- | ----------------------- | ----------------- | -------------------------------------------------- | ---------------- | ------------------- | --- |
| Pere de Foix, O.F.M.                  | Regne de França         | Cardenal-bisbe    | Bisbe d'Albano                                     | Setembre 1414    | Antipapa Joan XXIII | Llegat d'Avinyó; administrador d'Arles i Dax                                                           |
| Guillaume d'Estouteville, O.S.B.Clun. | Regne de França         | Cardenal-bisbe    | Bisbe de Porto e Santa Rufina, arquebisbe de Rouen | 18 desembre 1439 | Eugeni IV           | Legat a França; arxiprest de la Basílica de Santa Maria Major; administrador de Sant-Jean-de-Maurienne |
| Peter von Schaumberg                  | Ducat de Baviera        | Cardenal-sacerdot | Títol de S. Vitale, bisbe d'Augsburg               | 18 desembre 1439 | Eugeni IV           | |
| Dénes Szécsi                          | Regne d'Hongria         | Cardenal-sacerdot | Títol de S. Ciriaco, arquebisbe de Esztergom       | 18 desembre 1439 | Eugeni IV           | Canceller del Regne d'Hongria                                                                          |
| Jean Rolin                            | Regne de França         | Cardenal-sacerdot | Títol de S. Stefano al Monte Celio, bisbe d'Autun  | 20 desembre 1448 | Nicolau V           | |
| Nicolau de Cusa                       | Electorat del Palatinat | Cardenal-sacerdot | Títol de S. Pietro en Vincoli                      | 20 desembre 1448 | Nicolau V           | Bisbe de Brixen                                                                                        |